# Kingston (Wellington)
Pour les articles homonymes, voir Kingston.

Kingston  est une  banlieue sud de la capitale Wellington, située dans l’Île du Nord de la Nouvelle-Zélande.

## Situation
Elle est située au sud de la banlieue de  Brooklyn et de celle de  Mornington. 

## Histoire
La banlieue fut développée dans les années 1960, quand il y eut des terrassements rendant accessibles de nouvelles sections plus plates. 
En 2013 ,,, et en 2017,. 
Il y avait des glissements des terrains instables  et le porte-parole du conseil de la cité de Wellington (en) a blâmé le "cut and fill" = la tranchée responsable du glissement du terrain, bien qu’après un glissement de terrain précédent certains résidents locaux suggérèrent surtout que le glissement de terrain aurait rompu ou rendu défaillant le drainage du ruisseau, qui pourrait être  responsable des glissements de terrain 
En 2014, une zone "sujette aux glissements (slip-prone)", entraînant le glissement des terrains des maisons du secteur de Kingston fut “démolie”
Un groupe de rues de Kingston a des noms en rapport avec le Canada, telles que Vancouver Street et Caribou Place.

## Démographie
Selon le recensement de 2013 en Nouvelle-Zélande, la zone incluant la banlieue de Mornington avait une population de 2 208 habitants, en diminution de 48 personnes depuis le recensement de 2006 .